# Гергяса (комуна)
Гергяса (рум. Ghergheasa) — комуна у повіті Бузеу в Румунії. До складу комуни входять такі села (дані про населення за 2002 рік):
- Гергяса (1520 осіб) — адміністративний центр комуни
- Селчоара (1241 особа)

Комуна розташована на відстані 127 км на північний схід від Бухареста, 32 км на північний схід від Бузеу, 66 км на захід від Галаца, 131 км на схід від Брашова.

## Населення
За даними перепису населення 2002 року у комуні проживала 2761 особа.
Національний склад населення комуни:
| Національність | Кількість осіб | Відсоток |
| -------------- | -------------- | -------- |
| румуни         | 2709           | 98,1%    |
| цигани         | 51             | 1,8%     |
| угорці         | 1              | < 0,1%   |

Рідною мовою назвали:
| Мова      | Кількість осіб | Відсоток |
| --------- | -------------- | -------- |
| румунська | 2741           | 99,3%    |
| циганська | 19             | 0,7%     |
| угорська  | 1              | < 0,1%   |

Склад населення комуни за віросповіданням:
| Релігія       | Кількість осіб | Відсоток |
| ------------- | -------------- | -------- |
| православні   | 2742           | 99,3%    |
| адвентисти    | 18             | 0,7%     |
| римо-католики | 1              | < 0,1%   |